# Antechinus mysticus
Antechinus mysticus is een roofbuideldier uit het geslacht van de breedvoetbuidelmuizen. De wetenschappelijke naam van de soort werd voor het eerst geldig gepubliceerd door Baker, Mutton, & Van Dyck in 2012. Deze soort werd tot 2012 als een populatie van Antechinus flavipes gezien, maar bleek zowel morfologisch als genetisch te verschillen van deze soort.

## Voorkomen
De soort komt voor in het oosten van Queensland, van Mackay tot de grens met New South Wales.
Antechinus adustus · Antechinus agilis · Antechinus argentus · Antechinus arktos · Antechinus bellus · Geelvoetbuidelmuis (Antechinus flavipes) · Antechinus godmani · Antechinus leo · Antechinus mimetes · Antechinus minimus · Antechinus mysticus · Stuarts breedvoetbuidelmuis (Antechinus stuartii) · Antechinus subtropicus · Antechinus swainsonii · Antechinus vandycki